# فستیوال جرج تاون
فستیوال جرج تاون یک فستیوال فرهنگی سالانه است که در شهر جرج تاون ایالت پنانگ، کشور مالزی برگزار می‌گردد.
آغاز این فستیوال به سال ۲۰۱۰ بر می‌گردد، این فستیوال در ابتدا برای جشن گرفتن رسیدگی به ثبت جرج تاون به عنوان میراث جهانی یونسکو بود. فستیوال از آن زمان ترقی نمود و با جذب حدود ۲۵۰٬۰۰۰ بازدید کننده در سال ۲۰۱۵، به یک «رویداد بزرگ هنری آسیایی» تبدیل شد.

## پیشینه
در سال ۲۰۱۹، شرکت ثبت شده میراث جهانی جرج تاون، سازمان دولتی که وظیفهٔ نظارت و ارتقاء میراث شهر را بر عهده دارد، فستیوال یکروزه‌ای را به خاطر ثبت بافت تاریخی شهر جرج تاون در سازمان میراث جهانی یونسکو در سال قبل از آن، برگزار نمود. در سال ۲۰۱۰، با دلگرمی از موفقیت در این رویداد، برگزاری فستیوال یک ماهه مطرح گردید. جو سیدک، هنرمند مشهور مالزیایی، مدیریت رویه انجام کارهای فستیوال را بر عهده داشت.
با وجود محدودیت بودجه، در ماه ژوئیه سال ۲۰۱۰، مراسم با موفقیت برگزار شد. از آن زمان به بعد، فستیوال هر ساله به‌طور منظم برگزار شده است، با برگزاری مراسم‌هایی که توسط بناهای میراث شهری به عنوان محل اجرای مراسم همراه است. مراسم سال ۲۰۱۴، بالغ بر ۲۱۸٬۳۵۵ نفر بازدید کننده داشت که در سال بعد این آمار به ۲۵۰٬۰۰۰ نفر افزایش یافت.

## تشریح برنامه‌های فستیوال
فستیوال جرج تاون برای بزرگداشت و حفاظت از فرهنگ، هنر و میراث محلی برگزار می‌گردد. فعالیتهای هنری شامل رقص، موزیک و نمایش، هم چنین عکاسی و نمایشگاه آثار فرهنگی و ماندگار می‌باشد که در این فستیوال گنجانده شده است.
اگر چه فستیوال هنری ماهانه به‌طور معمول فعالیت‌های بین‌المللی شناخته می‌شود، بیشینه فعالیت‌ها سرچشمه محلی دارند. اضافه بر این، فستیوال هنری به پل ارتباطی ترویج هنرهای فرهنگی منطقه ای تبدیل شده است. به عنوان نمونه، فستیوال سال ۲۰۱۴ تعدادی اجرای هنرمندان سنگاپوری که نمایش داده شد، فرهنگ مشترک بین دو شهر دوست شهرک‌های تنگه را نمایان ساخت، در حالی که در سال ۲۰۱۷، فستیوال با اجرای گروه‌های موسیقی از سراسر جنوب شرقی آسیا آغاز گردید.